# ستايسي روس
ستايسي روس (بالإنجليزية: Stacey Ross)‏ هو لاعب إسكواش بريطاني، ولد في 21 أكتوبر 1973 في لندن في المملكة المتحدة.

## وصلات خارجية
- ستايسي روس على موقع SquashInfo.com (الإنجليزية)